# Region Nordjylland
Region Nordjylland är en region (län) i Danmark. Den inrättades den 1 januari 2007, och omfattar Jyllands nordligaste spets, Himmerland samt Vendsyssel-Thy. Huvudförvaltningen (residensstaden) finns i Ålborg.

## Kommuner i regionen
- Brønderslevs kommun
- Frederikshavns kommun
- Hjørrings kommun
- Jammerbugts kommun
- Læsø kommun
- Mariagerfjords kommun
- Morsø kommun
- Rebilds kommun
- Thisteds kommun
- Vesthimmerlands kommun
- Ålborgs kommun